# Матросов, Юрий Иванович
Ю́рий Ива́нович Матро́сов (род. 13 марта 1937) — советский и российский учёный-металлург и металловед, специалист в области создания сталей для труб и сварных конструкций, доктор технических наук, профессор, главный научный сотрудник ФГУП «ЦНИИчермет им. И. П. Бардина». Лауреат Премии Совета Министров СССР.

## Биография
- 1960: окончил Московское высшее техническое училище им. Баумана;
- 1960—1963: технолог цеха термической обработки на машиностроительном предприятии;
- 1963 по настоящее время: работает в ФГУП «ЦНИИчермет им. И. П. Бардина»;
- 1968: защитил диссертацию на соискание учёной степени кандидата технических наук по теме: «Влияние легирующих элементов на хладноломкость железа высокой чистоты»;
- 1987: защитил диссертацию на соискание учёной степени доктора технических наук по теме: «Разработка принципов микролегирования и режимов контролируемой прокатки низколегированных сталей для газопроводных труб большого диаметра»;
- 1988 по настоящее время: главный научный сотрудник Центра сталей для труб и сварных конструкций НЦКС ФГУП "ЦНИИчермет имени И. П. Бардина;
- 2010: присвоено учёное звание профессора по специальности «Металловедение и термическая обработка металлов и сплавов».

## Научная и педагогическая деятельность
Ю.И. Матросов одним из первых занялся разработкой и освоением прогрессивной металлургической технологии производства отечественной трубной стали методом контролируемой прокатки, позволившей достичь уникального сочетания повышенной прочности и ударной вязкости при отрицательных температурах при значительной экономии энергетических затрат.
На основе глубоких систематических исследований влияния карбонитридообразующих элементов на фазовые превращения, рекристаллизацию, дисперсионное упрочнение им разработаны основные положения о формировании структуры и свойств трубных сталей в процессе контролируемой прокатки. Разработанные Ю.И. Матросовым стали для труб классов прочности К56-К65, Х60-Х80 и технологии их производства нашли широкое применение на металлургических предприятиях СССР, России и СНГ.
Ю.И. Матросов выполнял и в настоящее время проводит научно-исследовательские работы совместно с такими предприятиями металлургической отрасли, как ОАО «Волжский трубный завод», ОАО «Выксунский металлургический завод», ПАО «Магнитогорский металлургический комбинат», ЧЕрМК ОАО «Северсталь», ОАО «Уральская Сталь», ПАО «МК «Азовсталь», ПАО «Алчевский металлургический комбинат», ПАО «ММК им. Ильича», ОАО «Харцызский трубный завод».
К числу наиболее значимых достижений следует отнести разработку принципов микролегирования карбонитридообразующими элементами ниобием, ванадием и титаном толстолистовых низколегированных малоуглеродистых сталей с высоким комплексом физико-механических и технологических свойств, отвечающих современным требованиям, предъявляемым газовой промышленностью к материалам для изготовления высокоответственных магистральных трубопроводов.
Много внимания учёный уделяет актуальным направлениям разработки сталей для газопроводных труб для специальных условий эксплуатации, в том числе: стойких против агрессивного воздействия сероводородсодержащих сред, для труб глубоководных морских трубопроводов, для труб наземных трубопроводов на давление газа до 100—120 атм.
Ю.И. Матросов является активным участником международного научно-технического сотрудничества с ведущими металлургическими компаниями (Германия, Бразилия, США), работающими в области создания и производства новых сталей и технологий; он неоднократно выступал с докладами на Международных симпозиумах и конференциях.
Он ведет большую педагогическую работу: под его руководством подготовлены и успешно защищены 7 кандидатских и 1 докторская диссертации. На протяжении многих лет профессор является членом диссертационных советов Д 217.035.01 и Д 217.035.02 при ФГУП «ЦНИИчермет имени И.П. Бардина».
Ю.И. Матросов — автор более 150 публикаций в научно-технических журналах, 45 патентов и авторских свидетельств, соавтор 7 монографий.

## Список наиболее известных научных трудов
Результаты научных исследований Ю.И. Матросова опубликованы в ряде монографий:
1. Погоржельский В.И., Литвиненко Д.А., Матросов Ю.И., Иваницкий А.В. Контролируемая прокатка. М.: Металлургия 1979. 183 с.;
2. Матросов Ю.И., Литвиненко Д.А., Голованенко С.А. Сталь для магистральных трубопроводов. М.: Металлургия 1989. 288 с.;
3. Хайстеркамп Ф., Хулка К., Матросов Ю.И. и др. Ниобийсодержащие низколегированные стали. М.: СП Интермет инжиниринг 1999. 94 с.;
4. Белый А.П., Исаев О.Б., Матросов Ю.И., Носоченко А.О. Центральная сегрегационная неоднородность в непрерывнолитых листовых заготовках и толстолистовом прокате. М.: Металлургиздат 2005. 182 с.;
5. Исаев О.Б., Чичкарев Е.А., Кислица В.В., Лившиц Д.А., Носоченко О.В., Матросов Ю.И. Моделирование современных процессов внепечной обработки и непрерывной разливки стали. М.: Металлургиздат 2008. 373 с.;
6. Шабалов И.П., Матросов Ю.И., Холодный А.А. и др. Сталь для газонефтепроводных труб, стойких против разрушения в сероводородсодержащих средах. М.: Металлургиздат 2017. 322 с.;
7. Shabalov I., Matrosov Y., Kholodnyi A. et al. Pipeline Steels for Sour Service. Cham: Springer 2019. 209 p.

## Признание
- В 1981 году присвоена Премия Совета Министров СССР по науке и технике «За разработку и широкое промышленное внедрение комплексной технологии производства стали и штрипса для электросварных нефтегазопроводных труб большого диаметра».
- Неоднократно был удостоен золотых медалей ВВЦ (ВДНХ).